# مویسس رامیرس
مویسس رامیرس (اسپانیایی: Moisés Ramírez‎؛ زادهٔ ۹ سپتامبر ۲۰۰۰) بازیکن فوتبال اهل اکوادور است.
از باشگاه‌هایی که در آن بازی کرده‌است می‌توان به باشگاه فوتبال ایندپندینته دل‌وایه اشاره کرد.
وی همچنین در تیم‌های ملی فوتبال  زیر ۲۰ سال اکوادور و اکوادور بازی کرده‌است.